# 도치기 시티 FC
도치기 시티 풋볼 클럽(일본어: 栃木シティフットボールクラブ Tochigi Uva Football Club)은 도치기현에 위치한 일본의 축구 클럽이다. 1947년 히타치 제작소의 실업팀으로, 히타치 도치기 SC라는 이름으로 창단 하였으며 2002년 도치기의 특산물인 포도를 뜻하는 이탈리아어 "Uva"를 넣어 glekcl 도치기 우바 SC로 구단명을 변경 하였다. 2010년 JFL에 참가한 이후, 히타치를 구단명에서 제외하고 "soccer" 대신 "football"을 사용했다. 2019년 구단명을 도치기 시티 FC로 바꾸었다. 2019년 현재 일본 일본 지역 리그에 참여하고 있다.

## 역사
도치기 우바 FC는 1947년 히타치 제작소의 실업팀으로, 히타치 도치기 SC라는 이름으로 창단하였다. 2009년 간토 축구 리그에서 2위를 차지하고, 전국 지역 축구 리그 결승 대회를 통해 2010년 일본 풋볼 리그로 승격에 성공하였다.
2017년 JFL 16위를 기록하며, 일본 지역 리그로 강등되었다.
2024년 도치기 시는 다음 시즌부터 JFL 챔피언을 확보하고 역사상 처음으로 J3리그로 승격한다.

## 선수 명단

### 현역
참고: FIFA 자격 규정에 따라 소속된 국가대표팀 국기를 표시합니다. 선수는 복수의 FIFA 비회원국 국적을 가지고 있을 수 있습니다.
| 번호 | 포지션 | 국적 | 이름                |
| ---- | ------ | ---- | ------------------- |
| 2    | DF     |      | 카를루스 에두아르도 |
| 28   | MF     |      | 페드로 헨리케       |

| 번호 | 포지션 | 국적 | 이름 |
| ---- | ------ | ---- | ---- |